# 公衆衛生法令一覧
公衆衛生法令一覧（こうしゅうえいせいほうれいいちらん）は、公衆衛生に関する法令の一覧である。

## 現行法律

### あ行
- あへん法
- 安全な血液製剤の安定供給の確保等に関する法律
- 石綿による健康被害の救済に関する法律
- 医薬品、医療機器等の品質、有効性及び安全性の確保等に関する法律
- 栄養士法

### か行
- 外国軍用艦船等に関する検疫法特例
- 化学物質の審査及び製造等の規制に関する法律
- 化学兵器の禁止及び特定物質の規制等に関する法律
- 覚醒剤取締法
- 化製場等に関する法律
- 学校給食法
- 学校保健安全法
- 感染症の予防及び感染症の患者に対する医療に関する法律
- がん対策基本法
- 狂犬病予防法
- クリーニング業法
- 下水道の整備等に伴う一般廃棄物処理業等の合理化に関する特別措置法
- 検疫法
- 健康増進法
- 原子爆弾被爆者に対する援護に関する法律
- 建築物における衛生的環境の確保に関する法律
- 広域臨海環境整備センター法
- 興行場法
- 公衆衛生修学資金貸与法
- 公衆浴場法
- 公衆浴場の確保のための特別措置に関する法律
- 国際的な協力の下に規制薬物に係る不正行為を助長する行為等の防止を図るための麻薬及び向精神薬取締法等の特例等に関する法律

### さ行
- 細菌兵器（生物兵器）及び毒素兵器の開発、生産及び貯蔵の禁止並びに廃棄に関する条約等の実施に関する法律
- 産業廃棄物の処理に係る特定施設の整備の促進に関する法律
- 死体解剖保存法
- 食鳥処理の事業の規制及び食鳥検査に関する法律
- 食品衛生法
- 食品の製造過程の管理の高度化に関する臨時措置法
- 飼料の安全性の確保及び品質の改善に関する法律
- 水道原水水質保全事業の実施の促進に関する法律
- 製菓衛生師法
- 生活衛生関係営業の運営の適正化及び振興に関する法律

### た行
- 大麻取締法
- 地域保健法
- 調理師法
- 特定水道利水障害の防止のための水道水源水域の水質の保全に関する特別措置法
- 特定産業廃棄物に起因する支障の除去等に関する特別措置法
- 毒物及び劇物取締法
- と畜場法

### は行
- 二十歳未満ノ者ノ飲酒ノ禁止ニ関スル法律
- 二十歳未満ノ者ノ喫煙ノ禁止ニ関スル法律
- ハンセン病問題の解決の促進に関する法律
- ハンセン病療養所入所者等に対する補償金の支給等に関する法律
- 美容師法
- 放射線同位元素等による放射線障害の防止に関する法律
- 母子保健法
- 母体保護法
- 墓地、埋葬等に関する法律

### ま行
- 麻薬及び向精神薬取締法

### や行
- 薬剤師法
- 有害物質を含有する家庭用品の規制に関する法律
- 予防接種法

### ら行
- らい予防法の廃止に関する法律
- 流通食品への毒物の混入等の防止等に関する特別措置法
- 理容師法
- 旅館業法

## 現行政令
○○法施行令などは、記事があるもののみ掲載した。

### あ行
- あへん法施行令
- 安全な血液製剤の安定供給の確保等に関する法律施行令

- 石綿による健康被害の救済に関する法律施行令
- インフルエンザ（H五N一）を指定感染症として定める等の政令

- 栄養士法施行令

- 沖縄の復帰に伴う厚生省関係法令の適用の特別措置等に関する政令

### か行
- 化学物質の審査及び製造等の規制に関する法律施行令
- 覚せい剤原料を指定する政令
- 覚せい剤取締法施行令
- 化製場等に関する法律施行令
- 感染症の予防及び感染症の患者に対する医療に関する法律施行令
- 感染症の予防及び感染症の患者に対する医療に関する法律の施行に伴う関係政令の整備に関する政令
- がん対策推進協議会令

- 狂犬病予防法施行令

- クリーニング業法施行令

- 下水道の整備等に伴う一般廃棄物処理業等の合理化に関する特別措置法施行令
- 下水道法施行令
- 検疫法施行令
- 健康増進法施行令
- 原子爆弾被爆者に対する援護に関する法律施行令
- 建築物における衛生的環境の確保に関する法律施行令

- 広域臨海環境整備センター法施行令
- 興行場法施行令
- 公衆衛生修学資金貸与法施行令
- 公衆浴場法施行令
- 公衆浴場の確保のための特別措置に関する法律施行令
- 国際的な協力の下に規制薬物に係る不正行為を助長する行為等の防止を図るための麻薬及び向精神薬取締法等の特例等に関する法律施行令

### さ行
- 細菌兵器（生物兵器）及び毒素兵器の開発、生産及び貯蔵の禁止並びに廃棄に関する条約等の実施に関する法律施行令
- 採血業の許可申請手数料の額を定める政令
- 産業廃棄物の処理に係る特定施設の整備の促進に関する法律施行令

- 死体解剖保存法施行令
- 食鳥処理の事業の規制及び食鳥検査に関する法律施行令
- 食品安全委員会令
- 食品安全委員会令第一条第一項の内閣府令で定めるときを定める内閣府令
- 食品衛生法施行に伴う国庫補助に関する政令
- 食品衛生法施行令
- 食品の製造過程の管理の高度化に関する臨時措置法施行令

- 水道原水水質保全事業の実施の促進に関する法律施行令

- 製菓衛生師法施行令
- 生活衛生関係営業の運営の適正化及び振興に関する法律施行令

- 臓器の移植に関する法律施行令

### た行
- 地域保健法施行令
- 調理師法施行令

- 毒物及び劇物取締法施行令
- 毒物及び劇物指定令

### な行
- 日本環境安全事業株式会社の設立に伴う関係政令の整備及び経過措置に関する政令

### は行
- ハンセン病問題の解決の促進に関する法律施行令
- ハンセン病療養所入所者等に対する補償金の支給等に関する法律施行令

- 美容師法施行令

- 放射性同位元素等による放射線障害の防止に関する法律施行令
- 保健所において執行される事業等に伴う経理事務の合理化に関する特別措置法第一条第一号の費用を定める政令
- 母体保護法施行令

### ま行
- 麻薬及び向精神薬取締法施行令

- 未成年者飲酒禁止法施行令
- 未成年者喫煙禁止法施行令

### や行
- 薬剤師法施行令
- 薬事法関係手数料令
- 薬事法施行令

- 有害物質を含有する家庭用品の規制に関する法律第二条第二項の物質を定める政令

- 容器包装に係る分別収集及び再商品化の促進等に関する法律施行令
- 予防接種法施行令

### ら行
- 流通食品への毒物の混入等の防止等に関する特別措置法施行令
- 理容師法施行令
- 旅館業法施行令

## 現行省令

### あ行
- あへん法施行規則
- 安全な血液製剤の安定供給の確保等に関する法律施行規則
- 石綿による健康被害の救済に関する法律施行規則
- 一般廃棄物収集運搬業の許可を要しない者に関する廃棄物の処理及び清掃に関する法律施行規則の特例を定める省令
- 一般廃棄物の最終処分場及び産業廃棄物の最終処分場に係る技術上の基準を定める省令
- 犬等の輸出入検疫規則
- 医薬品の安全性に関する非臨床試験の実施の基準に関する省令（医薬品GLP）
- 医薬品の臨床試験の実施の基準に関する省令（医薬品GCP）
- 医療機器の安全性に関する非臨床試験の実施の基準に関する省令（医療機器GLP）
- 医療機器の臨床試験の実施の基準に関する省令（医療機器GCP）
- 医薬品、医薬部外品、化粧品及び医療機器の品質管理の基準に関する省令（GQP省令）
- 医薬品、医薬部外品、化粧品及び医療機器の製造販売後安全管理の基準に関する省令（GVP省令）
- 医薬品及び医薬部外品の製造管理及び品質管理の基準に関する省令（医薬品・医薬部外品GMP省令）
- 医療機器及び体外診断用医薬品の製造管理及び品質管理の基準に関する省令（医療機器・体外診断用医薬品QMS省令）
- インフルエンザ（H五N一）を指定感染症として定める等の政令の施行に伴う感染症の予防及び感染症の患者に対する医療に関する法律施行規則の準用に関する省令
- 栄養士施行規則
- 沖縄の復帰に伴う厚生省関係の特例に関する省令

### か行
- 家庭用品に含まれる劇物の定量方法及び容器又は被包の試験方法を定める省令
- 環境衛生監視員証を定める省令
- 環境省関係石綿による健康被害の救済に関する法律施行規則
- 環境省関係浄化槽法施行規則
- 感染症の病原体を媒介するおそれのある動物の輸入に関する規則
- 感染症の予防及び感染症の患者に対する医療に関する法律施行規則
- 感染症の予防及び感染症の患者に対する医療に関する法律第五十四条第一号の輸入禁止地域等を定める省令
- 管理栄養士学校指定規則

- 給水装置の構造及び材質の基準に関する省令
- 狂犬病予防法施行規則
- 金属等を含む産業廃棄物に係る判定基準を定める省令

- クリーニング業法施行規則

- 経済協力開発機構の回収作業が行われる廃棄物の国境を越える移動の規制に関する理事会決定に基づき我が国が規制を行うことが必要な物を定める省令
- 下水道の整備等に伴う一般廃棄物処理業等の合理化に関する特別措置法施行規則
- 下水道法施行規則
- 下水道法施行令の一部を改正する政令附則第二条第二項及び第五条の面積を定める省令
- 下水道法第四十条第二項の規定により地方環境事務所長に委任する権限を定める省令
- 下水の処理開始の公示事項等に関する省令
- 下水の水質の検定方法等に関する省令
- 検疫法施行規則
- 健康増進法施行規則
- 健康づくりのための運動指導者の知識及び技能に係る審査及び証明の事業の認定に関する省令
- 健康づくりのための運動指導者の知識及び技能に係る審査及び証明の事業の認定に関する省令附則第二項に規定する厚生労働大臣が認める事業を定める省令
- 原子爆弾被爆者に対する援護に関する法律施行規則
- 建築物における衛生的環境の確保に関する法律施行規則
- 建築物における衛生的環境の確保に関する法律第八条第三項に規定する指定試験機関等を指定する省令

- 広域臨海環境整備センター法施行規則
- 興行場法施行規則
- 公衆衛生修学資金貸与法施行規則
- 公衆浴場法施行規則
- 公衆浴場の確保のための特別措置に関する法律施行規則
- 厚生労働省関係石綿による健康被害の救済に関する法律施行規則
- 小売業に属する事業を行う者の容器包装の使用の合理化による容器包装廃棄物の排出の抑制の促進に関する判断の基準となるべき事項を定める省令
- 小売業に属する事業を行う容器包装多量利用事業者の定期の報告に関する事項を定める省令
- 国際的な協力の下に規制薬物に係る不正行為を助長する行為等の防止を図るための麻薬及び向精神薬取締法等の特例等に関する法律施行規則

### さ行
- 細菌兵器（生物兵器）及び毒素兵器の開発、生産及び貯蔵の禁止並びに廃棄に関する条約等の実施に関する法律施行規則
- 採血の業務の管理及び構造設備に関する基準
- 産業廃棄物の処理に係る特定施設の整備の促進に関する法律施行規則

- 死体解剖保存法施行規則
- 指定機構確認機関等に関する規則
- 浄化槽工事業に係る登録等に関する省令
- 浄化槽工事の技術上の基準及び浄化槽の設置等の届出に関する省令
- 浄化槽設備士に係る講習等に関する省令
- 浄化槽設備士に関する省令
- 浄化槽の型式の認定に関する省令
- 浄化槽法附則第十条第一項の型式の認定に関する省令
- 消除予定添加物名簿に関する省令
- 食鳥処理の事業の規制及び食鳥検査に関する法律施行規則
- 食鳥処理の事業の規制及び食鳥検査に関する法律第二十一条第一項に規定する指定検査機関を指定する省令
- 食品安全委員会令第一条第一項の内閣府令で定めるときを定める内閣府令
- 食品安全委員会事務局組織規則
- 食品衛生法第十九条の十七第四項第四号に規定する講習会を指定する省令
- 食品衛生法第十五条第一項から第三項までに規定する指定検査機関を指定する省令
- 食品の製造過程の管理の高度化に関する臨時措置法施行規則

- 水質基準に関する省令
- 水道原水水質保全事業の実施の促進に関する法律施行規則
- 水道原水水質保全事業の実施の促進に関する法律第十九条の規定により地方整備局長又は北海道開発局長に委任する権限を定める省令
- 水道施設の技術的基準を定める省令

- 製菓衛生師法施行規則
- 生活衛生関係営業の運営の適正化及び振興に関する法律施行規則
- 船舶に乗り組む医師及び衛生管理者に関する省令
- 船舶料理士に関する省令

- 臓器の移植に関する法律施行規則

### た行
- 大麻取締法施行規則

- 地域保健法施行規則
- 調理師法施行規則

- 伝染病患者鉄道乗車規程

- 動物用医薬品、動物用医薬部外品及び動物用医療機器の製造販売後安全管理の基準に関する省令
- 動物用医薬品、動物用医薬部外品及び動物用医療機器の品質管理の基準に関する省令
- 動物用医薬品製造所等構造設備規則
- 動物用医薬品等取締規則
- 動物用医薬品の安全性に関する非臨床試験の実施の基準に関する省令
- 動物用医薬品の使用の規制に関する省令
- 動物用医薬品の製造管理及び品質管理に関する省令
- 動物用医薬品の製造販売後の調査及び試験の実施の基準に関する省令
- 動物用医薬品の臨床試験の実施の基準に関する省令
- 動物用医療機器の安全性に関する非臨床試験の実施の基準に関する省令
- 動物用医療機器の製造管理及び品質管理に関する省令
- 動物用医療機器の製造販売後の調査及び試験の実施の基準に関する省令
- 動物用医療機器の臨床試験の実施の基準に関する省令
- 動物用生物学的製剤の取扱いに関する省令
- 特定有害廃棄物等の輸出入等の規制に関する法律第四条第二項の地域及び特定有害廃棄物等を定める省令
- 特定有害廃棄物等の輸出入等の規制に関する法律に基づく届出等に関する省令
- 特定容器製造等事業者に係る特定分別基準適合物の再商品化に関する省令
- 毒物及び劇物取締法施行規則
- 毒物又は劇物を含有する物の定量方法を定める省令
- 特別葬祭給付金国庫債券の発行交付等に関する省令

### な行
- 乳及び乳製品の成分規格等に関する省令

### は行
- 廃棄物の処理及び清掃に関する法律施行令第六条第一項第四号に規定する油分を含む産業廃棄物に係る判定基準を定める省令
- 廃棄物の処理及び清掃に関する法律施行令の一部を改正する政令附則第二条第三項及び第四項の規定による届出に関する省令
- 廃棄物の処理及び清掃に関する法律施行令の一部を改正する政令附則第二条第三項の規定による届出に関する省令
- 廃棄物の処理及び清掃に関する法律施行令別表第三の三第二十四号に規定する有機塩素化合物を定める省令
- 薄層クロマトグラフ用標準品を製造する者の登録に関する省令
- ハンセン病問題の解決の促進に関する法律施行規則
- ハンセン病療養所入所者等に対する補償金の支給等に関する法律施行規則

- 美容師法に基づく指定試験機関及び指定登録機関に関する省令
- 美容師養成施設指定規則
- 美容師法施行規則

- 放射性医薬品の製造及び取扱規則第三条第一項に規定する放射性物質等の廃棄の委託を受ける者を指定する省令
- 放射性医薬品の製造及び取扱規則
- 放射性同位元素等による放射線障害の防止に関する法律施行規則
- 墓地、埋葬等に関する法律施行規則

### ま行
- 麻薬及び向精神薬取締法施行規則

- 民間活動に係る規制の改善及び行政事務の合理化のための厚生省関係法律の一部を改正する法律附則第二条第二項の届出に関する省令

### や行
- 薬事法施行規則
- 薬事法施行規則第十二条第一項に規定する試験検査機関の登録に関する省令
- 薬事法施行規則第九十一条第三項第三号に規定する講習等を行う者の登録等に関する省令
- 薬事法に基づく医薬品の使用の禁止に関する規定の適用を受けない場合を定める省令
- 薬物犯罪等に係る没収保全等を請求することができる司法警察員の指定に関する規則
- 薬局及び一般販売業の薬剤師の員数を定める省令
- 薬局等構造設備規則

- 有害物質を含有する家庭用品の規制に関する法律施行規則
- 輸入特定有害廃棄物等が廃棄物の処理及び清掃に関する法律第二条第一項の廃棄物に該当する場合における輸入移動書類に係る届出に関する省令

- 容器包装に係る分別収集及び再商品化の促進等に関する法律施行規則
- 容器包装に係る分別収集及び再商品化の促進等に関する法律第三十五条の規定に基づく市町村長の申出に関する省令
- 容器包装に係る分別収集及び再商品化の促進等に関する法律第二条第十項第一号に規定する委託の範囲を定める省令
- 容器包装廃棄物の分別収集に関する省令
- 予防接種実施規則
- 予防接種法施行規則

### ら行
- 流通食品への毒物の混入等の防止等に関する特別措置法施行規則
- 理容師法第四条の二第一項及び美容師法第四条の二第一項に規定する指定試験機関を指定する省令
- 理容師法に基づく指定試験機関及び指定登録機関に関する省令
- 理容師養成施設指定規則
- 理容師法施行規則
- 旅館業法施行規則

## 現行告示
- 栄養士養成施設指導要領
- 調理師養成施設指導要領
- 美容師養成施設指導要領
- 理容師養成施設指導要領

## 廃止法令

### 法律
- 寄生虫病予防法
- 結核予防法
- 後天性免疫不全症候群の予防に関する法律
- 性病予防法
- 伝染病予防法
- らい予防法

### 政令
- 寄生虫病予防法施行令
- 結核予防法施行令
- 後天性免疫不全症候群の予防に関する法律施行令
- 性病予防法施行令
- 伝染病予防法施行令
- らい予防法施行令

### 省令
- 寄生虫病予防法施行規則
- 結核予防法施行規則
- 後天性免疫不全症候群の予防に関する法律施行規則
- 性病予防法施行規則
- 伝染病予防法施行規則
- らい予防法施行規則